# Ledena kiša
Ledena kiša je vrsta visoke padavine koja započinje kao sneg, koji se na putu do zemlje otopi dok prolazi kroz sloj vazduha sa temperaturom preko nule, a potom prođe kroz sloj vazduha hladnijeg od nula stepeni celzijusove skale. Kapljice ledene kiše se ohlade ispod tačke mržnjenja, ali se ne zalede sve dok ne padnu na predmete sa temperaturom ispod nule (npr. dalekovodi, putevi itd.)
METAR kod za ledenu kišu je FZRA.

## Spoljašnje veze
- Canadian ice storm of 1998
- Climatology of freezing rain
- Video klipovi ledene kiše (en)
- Graphic Explanation